# 에쓰씨엔지니어링
에쓰씨엔지니어링(SC Engineering Co. Ltd.)은 대한민국의 종합 엔지니어링 기업이다. 플랜트 전문기업으로 EPC프로젝트를 턴키로 수주하고 있다.

본사는 서울특별시 강서구 공항대로 396 7,8층에 위치해 있으며 대표이사는 김기웅이다.

## M&A
카나리아바이오 그룹의 지주사인 카나리아바이오엠이 경영권 인수하였다

## 상장
1997년에 코스피 시장에 상장했다

## 자회사
- 셀론텍: 관절연골 재생치료 제품 제조[4] 및 헬스케어(영양보충제) 및 반려동물 사업[5]

## 참고문헌
1. ↑  김성호, 에쓰씨엔지니어링, SK트리켐 반도체 소재 공장 증축공사 수주, 증권일보, 2022년 10월 19일
2. ↑  이재모, 에쓰씨엔지니어링, EPC 수주 순항...바이오 자회사 성장도 좋다, 더뷰어스, 2023년 10월 10일
3. ↑  한경석, 카나리아바이오엠, SC엔지니어링 통해 셀론텍 인수, 딜사이트, 2023년 5월 17일
4. ↑  에쓰씨엔지니어링, 카티씰 출시에 ‘껑충’…생성형 AI관련주↑, 이투데이, 2023년 7월 17일
5. ↑  에쓰씨엔지니어링, 2Q 매출액 336억원, 뉴스핌, 2023년 8월 14일